# Thomas Simpson (Komponist)

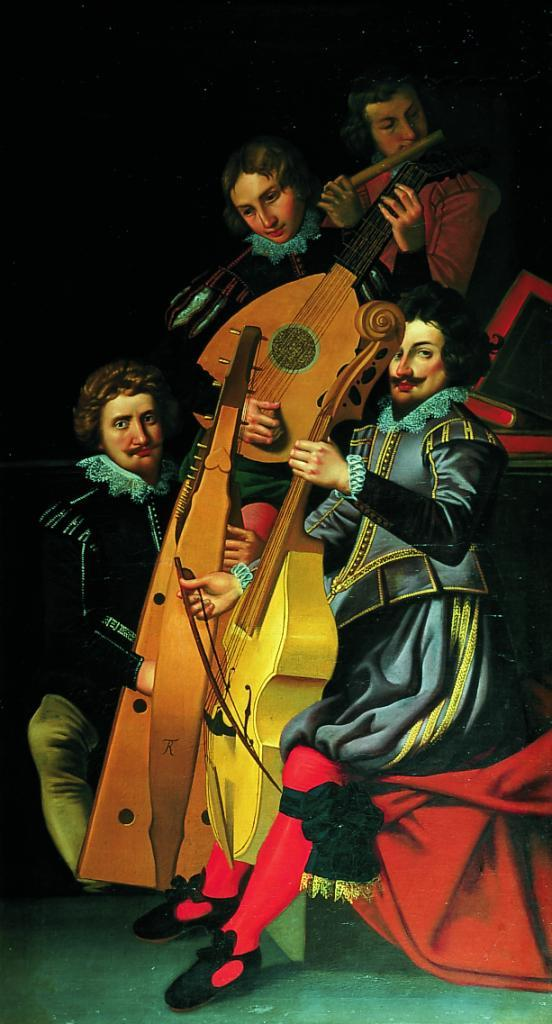
Musiker, Gemälde von Reinold Timm von ca. 1620. Der Viola da Gamba Spieler kann Thomas Simpson sein.

Thomas Simpson (* 1. April 1582 in Milton-next-Sittingbourne (Swale, Kent); † vor dem 22. Juni 1628 in Kopenhagen) war ein englischer Komponist, Gambist, Violinist und Musikherausgeber.

## Leben und Wirken
Thomas Simpson erhielt 1608 eine Anstellung in der Hofkapelle des Pfalzgrafen Friedrich IV. in Heidelberg. Von 1612 bis 1622 wirkte er als Violinist und Gambist in der Bückeburger Hofkapelle des Grafen Ernst III. von Holstein-Schaumburg. Mit Landsleuten wie William Brade oder den Lautenisten George Webster und dessen Sohn Maurice Webster († 1636) zählte Simpson zu den Musikern, die als eigenständiges Ensemble (the english music) auftraten und gegenüber den anderen Hofmusikern besondere Privilegien besaßen. Von 1622 bis 1625 war Simpson in Kopenhagen am Hof des dänischen Königs Christian IV. tätig, mit einer verhältnismäßig hohen jährlichen Besoldung von 350 Talern. Über seine letzten Lebensjahre wurden bislang keine Anhaltspunkte gefunden.

## Werke (Auswahl)
- 19 vierstimmige „songes“ auf dem Titelblatt das Autographs als „first frutes of my unskillfull Laboures“
- 23 fünfstimmige Tänze in Opusculum Neuwer Paduanen (Frankfurt, 1610)
- Opus Newer Paduanen, Galliarden, Intraden, Canzonen, Ricercares a 5 (Nürnberg, 1617)
- „Allegrezza musicale“ (Frankfurt, 1620)
- 7 Stücke in „Taffel Consort“ (Hamburg, 1621)
- Motette: „Sicut exctatus est à 10 voc.“ (verschollen)